# 月夜野大橋
月夜野大橋（つきよのおおはし）は、群馬県利根郡みなかみ町の利根川に架かる国道17号 月夜野バイパスの橋長431.9 m（メートル）のラーメン橋・桁橋。

## 概要
日本で初めてP&Z工法が採用された。P&Z工法は張り出し架設工法のうち、地上空間を用いず移動架設桁を用いて架橋するものである。
月夜野大橋は利根川を渡り、P&Z工法が採用された月夜野大橋とそれに引き続く小川島橋の2橋からなる。
月夜野大橋
- 形式 - 単純ポストテンションPC箱桁3連および4径間PC連続有ヒンジラーメン箱桁橋[2]
- 橋長 - 431.900 m
  - 支間割 - 3×40.600 m+ ( 68.400 m+2×84.500 m+68.400 m )
- 幅員
  - 総幅員 - 10.650 m
  - 有効幅員 - 9.750 m
  - 車道 - 7.750 m
  - 歩道 - 片側2.000 m
- 下部工 - 控え壁式橋台1基・ラーメン橋台1基・RC壁式橋脚1基・RC柱橋脚5基[2]
- 基礎 - 直接基礎2基・オープンケーソン3基・ニューマッチケーソン2基・場所打ち杭基礎1基[2]
- 最急縦断勾配 : 6.0 %
- 設計 - 大日本コンサルタント[3]
- 施工 - 清水建設・オリエンタルコンクリートJV
- 架設工法 - 枠組足場（単純桁部）・P&Z工法（ラーメン橋部）

小川島橋
- 形式 - PC2径間連続箱桁Tラーメン橋およびRC2径間連続中空床版橋
- 橋長 - 150.000 m
  - 支間割 - (2×59.300 m) + (14.635 m + 14.585 m )
- 基礎 - オープンケーソン1基（P1）・深礎杭基礎3基（P2・P3・A2）
- 縦断勾配 : 6.0 %
- 曲率半径 : 230 m
- 施工 - 佐田建設・ピー・エス・コンクリートJV
- 架設工法 - カンチレバー工法（PC部）・支保工法（RC部）

## 歴史
- 1981年（昭和56年）1月15日 - 月夜野大橋着工[4]。
- 1982年（昭和57年）3月30日 - 月夜野大橋竣工[4]。同年土木学会田中賞作品部門を受賞[3]。
- 1985年（昭和60年）9月30日 - 開通[7]。

月夜野大橋では、竣工後もたわみの計測が長期的に計測され、貴重なデータであるとともに、有ヒンジラーメン橋では予測値の倍以上のたわみが記録されている。

## 隣の橋
- 利根川

徒渉橋 - ふれあい橋 - 月夜野大橋 - 地蔵橋 - 沼田大橋